# Saison 5 de The Walking Dead
Chronologie
Saison 4 Saison 6
La cinquième saison de The Walking Dead, série télévisée américaine inspirée de la bande dessinée du même nom de Robert Kirkman et Charlie Adlard est constituée de seize épisodes, diffusés du 12 octobre 2014 au 29 mars 2015 sur AMC. 
Cette saison suit les aventures de Rick Grimes et de son groupe, depuis le sauvetage de Carol entrainant l'explosion du Terminus jusqu'aux retrouvailles entre Rick et Morgan Jones à Alexandria, nouvelle ville où le groupe trouve refuge.

## Généralités
La trame de l'histoire et l'évolution des personnages de la série télévisée sont indépendantes des comics dont elle s'inspire.
Après un phénomène d'origine virale qui a subitement transformé la majeure partie de la population mondiale en « rôdeurs » ou mort-vivant, un groupe d'américains guidé par Rick Grimes, ancien adjoint du shérif d'un comté de Géorgie, tente de survivre.
Lors de cette saison, Rick Grimes et son groupe ont fui le Terminus depuis l'explosion provoquée par Carol et arrivent au sein d'Alexandria, une ville fortifiée, dressée dès le début de l'épidémie, jusqu'à l'arrivée de Morgan à Alexandria.

## Synopsis
Rick et sa troupe ont fui le terminus et errent dans la nature jusqu'à être recueillis par un pasteur dans son église puis dans le lieu recherché de tous : Alexandria Safe Zone.

## Distribution

### Acteurs principaux
- Andrew Lincoln (VF : Tanguy Goasdoué) : Rick Grimes
- Norman Reedus (VF : Emmanuel Karsen) : Daryl Dixon
- Steven Yeun (VF : Benoît DuPac) : Glenn Rhee
- Lauren Cohan (VF : Marie Giraudon) : Maggie Greene Rhee
- Chandler Riggs (VF : Hervé Grull) : Carl Grimes
- Danai Gurira (VF : Laura Zichy) : Michonne
- Melissa McBride (VF : Françoise Rigal) : Carol Peletier
- Michael Cudlitz (VF : Lionel Tua) : le sergent Abraham Ford
- Emily Kinney (VF : Lucille Boudonnat) : Beth Greene (épisodes 4 à 9 et 13)
- Chad Coleman (VF : Asto Montcho) : Tyreese Williams (épisodes 1 à 9 et 13)

### Acteurs co-principaux
- Sonequa Martin-Green (VF : Géraldine Asselin) : Sasha Williams
- Lawrence Gilliard, Jr. (VF : Bertrand Nadler) : Bob Stookey (épisodes 1 à 3 et 9 et 13)
- Alanna Masterson (VF : Pamela Ravassard) : Tara Chambler
- Josh McDermitt (VF : Ludovic Baugin) : Dr Eugene Porter
- Christian Serratos (VF : Adeline Chetail) : Rosita Espinosa
- Andrew James West (VF : Axel Kiener) : Gareth (épisodes 1 à 3)
- Seth Gilliam (VF : Serge Faliu) : Père Gabriel Stokes (à partir de l'épisode 2)

### Acteurs récurrents
- Tyler James Williams (VF : Pierre Casanova) : Noah (10 épisodes)
- Ross Marquand (VF : Thibaut Lacour) : Aaron (7 épisodes)
- Jordan Woods-Robinson (VF : Stanislas Forlani) : Eric Raleigh (6 épisodes)
- Michael Traynor (VF : Glen Hervé) : Nicholas (6 épisodes)
- Corey Brill (VF : Laurent Mantel) : Pete Anderson (5 épisodes)
- Alexandra Breckenridge (VF : Laura Préjean) : Jessie Anderson (5 épisodes)
- Tovah Feldshuh (VF : Cathy Cerda) : Deanna Monroe (5 épisodes)
- Steve Coulter (VF : Régis Reuilhac) : Reg Monroe (5 épisodes)
- Chris Coy (VF : Donald Reignoux) : Martin (4 épisodes)
- Major Dodson (VF : Marie Facundo) : Sam Anderson (4 épisodes)
- Jason Douglas (VF : Bernard Gabay) : Tobin (4 épisodes)
- Austin Abrams (VF : Julien Crampon) : Ron Anderson (4 épisodes)
- Katelyn Nacon : Enid (4 épisodes)
- Austin Nichols (VF : Benjamin Pascal) : Spencer Monroe (4 épisodes)
- Christine Woods (VF : Julie Dumas) : agent Dawn Lerner (4 épisodes)
- Erik Jensen (VF : Jerome Wiggins) : Dr Steven Edwards (4 épisodes)
- Daniel Bonjour (VF : Gauthier Battoue) : Aiden Monroe (4 épisodes)
- Ann Mahoney (VF : Valérie Siclay) : Olivia (4 épisodes)
- Dahlia Legault : Francine (4 épisodes)
- Mandi Christine Kerr : Barbara (4 épisodes)

### Invités
- Lennie James (VF : Thierry Desroses) : Morgan Jones (épisode 16, scènes post-génerique épisodes 1 et 8)
- Denise Crosby (VF : Pascale Denizane) : Mary (épisode 1)
- Justice Leak (VF : Sébastien Ossard) : l'homme avec le couteau (épisode 1)
- Adam Boyer : l'homme avec la batte de baseball (épisode 1)
- Robin Lord Taylor (VF : Taric Mehani) : Sam (épisode 1)
- Tate Ellington (VF : Jérémy Bardeau) : Alex (épisode 1, flashback)
- Teri Wyble (VF : Adeline Forlani) : officier Amanda Shepherd (épisodes 4, 7 et 8)
- Keisha Castle-Hughes (VF : Céline Ronté) : Joan, une survivante que Beth va rencontrer (épisode 4)
- Cullen Moss (VF : Charles Pestel) : agent Gorman, complice de Dawn (épisode 4)
- Ricky Wayne (VF : Éric Marchal) : officier O'Donnell (épisodes 6, 7 et 8)
- Maximiliano Hernández : agent Bob Lamson (épisodes 7 et 8)
- Christopher Matthew Cook : Licari (épisodes 7 et 8)
- Marc Gowan (VF : Patrice Dozier) : Percy (épisodes 7 et 8)
- David Morrissey (VF : Nicolas Marié) : Philip Blake / le Gouverneur (épisode 9, hallucination de Tyreese)
- Brighton Sharbino (VF : Emmylou Homs) : Lizzie Samuels (épisode 9, hallucination de Tyreese)
- Kyla Kenedy (VF : Caroline Combes) : Mika Samuels (épisode 9, hallucination de Tyreese)
- Elijah Marcano : Mikey (épisodes 12 et 13)
- Ted Huckabee (VF : Thierry Wermuth) : Bruce (épisode 14, 15 et 16)
- Benedict Samuel (VF : Cédric Dumond) : l'homme marqué d'un W (épisode 16)
- Jesse C. Boyd  : l'autre homme marqué d'un W (épisode 16)

## Production

### Développement
Le 29 octobre 2013, AMC annonce le renouvellement de la série pour une cinquième saison de seize épisodes, à la suite du succès d'audience de la saison précédente suivie par 14,3 millions de téléspectateurs, prévue à partir du 12 octobre 2014.

### Attribution des rôles
En mars 2014, Michael Cudlitz (Abraham Ford), Josh McDermitt (Dr Eugene Porter), Alanna Masterson (Tara Chambler), Christian Serratos (Rosita Espinosa) et Andrew James West (Gareth) ont été promus au rang d'acteur principal lors de la cinquième saison. Deux mois plus tard, Seth Gilliam, a été également promu principal lors de cette même saison.
En mai 2014, Denise Crosby reprend son rôle le temps d'un épisode puis en juillet 2014, Christine Woods a obtenu un rôle d'invité le temps d'un arc de trois épisodes lors de cette saison[réf. souhaitée].
En septembre 2014, Tyler James Williams a obtenu le rôle du personnage Noah sans qu'il y ait davantage d'explication, lors de cette saison.
En octobre 2014, Alexandra Breckenridge a obtenu un rôle récurrent lors de cette saison.

### Tournage
Le tournage de la saison a débuté le 5 mai 2014 et s'est achevé le 22 novembre 2014.

## Liste des épisodes
1. Pas de sanctuaire
2. Étrangers
3. Quatre murs et un toit
4. L'Hôpital
5. Développement personnel
6. Anéanti
7. Croix
8. Coda
9. Ce qui s'est passé et le monde dans lequel on vit
10. Les Autres
11. La Distance
12. Souvenez-vous
13. Oublier
14. Perte
15. Essayer
16. Conquérir

### Épisode 1:Pas de sanctuaire
- États-Unis : 12 octobre 2014 sur AMC[3],[10]
- France : 
  - 13 octobre 2014 sur OCS Choc[11] (en VOSTFr)
  - 19 avril 2015 sur OCS Choc[12],[13] (en VF)
- Suisse : 28 janvier 2015 sur RTS Un[14] (en VOSTFr)

- États-Unis : 17,28 millions de téléspectateurs[15] (première diffusion)

- Denise Crosby (Mary)
- Tate Ellington (Alex)
- Robin Lord Taylor (Sam)
- Justice Leak (l'homme avec le couteau)
- Adam Boyer (l'homme avec la batte de base-ball)
- Owen Harn (l'homme fou)
- Anissa Matlock (la femme)
- Nelson Bonilla (un gardien du Terminus)
- Aaron Kirschnick (un gardien du Terminus)
- Preston Baker (un gardien du Terminus) (non crédité)
- Charles William Cook (un survivant) (non crédité)
- Lennie James (Morgan Jones) (non crédité)

Lors d'un flashback, Gareth et Alex, enfermés dans un wagon, parlent de ce qui leur arrive et Alex regrette qu'ils aient installé des panneaux indiquant le Terminus, car par leur faute, des bandits les ont attaqués. Gareth dit à Alex qu'ils voulaient seulement être des êtres humains et qu'ils faisaient quelque chose de bien.
De retour dans le présent, le groupe de Rick, enfermé dans un wagon, commence à construire des armes à partir de leurs vêtements, leurs ceintures et du bois. Le groupe se prépare à attaquer les ravisseurs à leur entrée dans le wagon mais ils sont diminués par une bombe lacrymogène jetée depuis le toit. Rick est assommé après avoir attaqué un gardien. Il est ensuite traîné dans une pièce où deux hommes scient un corps. Rick, Daryl, Glenn et Bob sont alignés avec quatre autres hommes devant un abreuvoir. Un homme avec une batte de baseball frappe les autres personnes à la tête et un autre les égorge. 
Carol et Tyreese, avec la petite Judith, sont sur la voie ferrée quand ils rencontrent une horde de rôdeurs qui se dirige vers le Terminus. Ils l'évitent et surprennent ensuite un membre du groupe du Terminus dans une cabane en train de parler dans un talkie-walkie. Carol se déguise alors en rôdeur et s'en va au Terminus pour sauver les autres, laissant Tyreese et Judith avec l'homme du Terminus qu'ils ont fait prisonnier. Carol arrive au Terminus en même temps que les rôdeurs. Elle tire sur un réservoir de propane pour le faire exploser et profite de la horde pour créer une diversion. Dans l’abattoir, Rick profite de la confusion pour tuer les deux bouchers. Les autres membres du groupe restés dans le wagon se préparent à se battre à leur retour. Carol entre dans le Terminus avec la horde et tue plusieurs personnes. Elle pénètre dans une salle pleine de bougies. Surprise par Mary, la mère de Gareth, qui menace de la tuer, elles se battent et Carol prend le dessus. Mary, en pleurs, l'informe qu'auparavant, le Terminus était un sanctuaire, jusqu'à ce que des bandits l'envahissent puis violent et tuent ses habitants. Les habitants d'origine ont toutefois réussi à reprendre la place en se jurant de ne plus jamais faire confiance à quiconque et de tuer tous ceux qui arriveraient au Terminus. Carol tire une balle dans la jambe de Mary, laissant les rôdeurs s'occuper d'elle. Dans la cabane, le membre du Terminus pris en otage saisit Judith et menace Tyreese de la tuer s'il ne s'en va pas. Celui-ci sort et réussit à tuer les rôdeurs avant de revenir dans la cabane pour en finir avec l'homme. Les autres membres du groupe, toujours enfermés dans le wagon, demandent à Eugène des explications sur le remède. Rick les libère et tout le monde réussit à sortir du Terminus. Une fois dans les bois, ils sont rejoints par Carol, qui les mène à la cabane où ils retrouvent Tyreese et Judith.
Dans un flashback, les habitants du Terminus sont enfermés dans un wagon par des bandits qui ont pris leur sanctuaire et qui violent, torturent et tuent les habitants du Terminus. Mary est jetée dans le wagon. Un des bandits désigne l'une des femmes pour être violée de nouveau. Gareth dit alors à sa mère Mary, qu'ils doivent devenir « les bouchers » afin de ne pas être « le bétail » et qu'ils doivent reprendre leur sanctuaire. 
- Cet épisode a battu le précédent record d'audience de la quatrième saison en réunissant 17,28 millions de téléspectateurs[15] sur la tranche d'âge cible des 18-49 ans depuis la série Dr House en 2008[18].
- Seth Gilliam n’apparait pas dans cet épisode

### Épisode 2:Étrangers
- États-Unis : 19 octobre 2014 sur AMC
- France :
  - 20 octobre 2014 sur OCS Choc[19] (en VOSTFr)
  - 19 avril 2015 sur OCS Choc(en VF)
- Suisse : 4 février 2015 sur RTS Un (en VOSTFr)

- Benjamin Papac (Albert)
- April Billingsley (Theresa)
- Travis Young (Greg)
- Chris Burns (Mike)

- Emily Kinney  n’apparaît pas dans cet épisode

### Épisode 3:Quatre murs et un toit
- États-Unis : 26 octobre 2014 sur AMC
- France :
  - 27 octobre 2014 sur OCS Choc (en VOSTFr)
  - 26 avril 2015 sur OCS Choc(en VF)
- Suisse : 11 février 2015 sur RTS Un (en VOSTFr)

- États-Unis : 13,8 millions de téléspectateurs[21] (première diffusion)

- Benjamin Papac (Albert)
- April Billingsley (Theresa)
- Travis Young (Greg)
- Chris Burns (Mike)

Gareth se moque de Bob et lui exprime son envie de se venger de Rick et de Carol qui a tué sa mère Mary. Bob commence à rire hystériquement et révèle au groupe qu'il a été mordu. Le groupe de Gareth commence alors à paniquer.
À l'église, Sasha et Rick demandent des explications au Père Gabriel sur la disparition de plusieurs membres du groupe. Rick lui demande ce qu'il a fait dans le passé et Gabriel admet qu'il avait fermé les portes de l'église à tout le monde, y compris à sa propre congrégation, les laissant mourir. Le groupe retrouve ensuite Bob, inconscient, à l'extérieur de l'église.
Une fois à l'intérieur de l'église, Bob explique ce qui lui est arrivé. Il dit au groupe que Gareth a vu Daryl et Carole partir en voiture. Il leur indique aussi où Gareth et les siens se trouvent. Bob montre ensuite à tout le monde sa morsure à l'épaule. Abraham annonce au groupe qu’ils doivent partir à Washington dès que possible mais Rick refuse de laisser Daryl et Carole. Glenn réussit à convaincre Abraham de rester une demi-journée de plus pour les aider contre le groupe de Gareth. Rick élabore un plan pour attaquer l'autre groupe. Sasha décide de participer à l'attaque et demande à Tyreese de s’occuper de Bob si celui-ci meurt.
Rick et les autres partent à la recherche de Gareth. En les voyant quitter l'église, Gareth et son groupe en profitent pour s'introduire à l'intérieur de l'église. Rick et son groupe les attaquent par derrière. Gareth explique à Rick qu'avant, ils étaient de bonnes personnes mais qu'ils ont changé car l’environnement et les gens ont changé. Il dit à Rick qu'il ne sait pas ce que c'est que d'avoir faim. Rick, Abraham et Sasha tuent sauvagement Gareth et son groupe tandis que les autres les regardent, horrifiés. Rick justifie ses actions en leur disant : It could've been us (« ça aurait pu être nous »).
Le lendemain matin, tout le monde dit au revoir à Bob tandis qu'il agonise. Bob remercie Rick de l'avoir accepté dans son groupe. Il meurt peu de temps après. Tyreese propose à Sasha, qui était sur le point de poignarder Bob, de le faire à sa place. Le groupe enterre ensuite Bob à côté de l'église. 
Abraham donne à Rick un plan sur lequel est marqué le chemin à suivre pour aller à Washington. Eugène, Rosita ainsi que Glenn, Maggie et Tara partent avec lui. Rick lit ensuite le message d'Abraham sur la carte : Sorry, I was an asshole. Come to Washington. The new world is gonna need Rick Grimes. (« Désolé, j'étais un connard. Viens à Washington. Le nouveau monde va avoir besoin de Rick Grimes. »)
- Emily Kinney et Melissa McBride n’apparaissent pas dans cet épisode
- Cet épisode marque le départ des acteurs Lawrence Gilliard Jr. et Andrew James West qui interprétait Bob Stookey et Gareth depuis la quatrième saison

### Épisode 4:L'Hôpital
- États-Unis : 2 novembre 2014 sur AMC
- France :
  - 3 novembre 2014 sur OCS Choc (en VOSTFr)
  - 26 avril 2015 sur OCS Choc(en VF)
- Suisse : 18 février 2015 sur RTS Un (en VOSTFr)

- États-Unis : 14,52 millions de téléspectateurs[23] (première diffusion)

- Keisha Castle-Hughes (Joan)
- Erik Jensen (Dr Steven Edwards)
- Cullen Moss (officier Gorman)
- Ricky Wayne (officier O'Donnell)
- Teri Wyble (officier Shepherd)

Beth se réveille dans un lit en blouse d’hôpital. Elle apprend qu'elle se trouve à Atlanta, dans l’hôpital Grady Memorial. Elle fait la rencontre du docteur Steven Edwards, unique médecin des lieux et d'une policière Dawn Lerner. Cette dernière dirige le groupe de survivants. Elle dit avoir sauvé Beth des mordeurs lorsque celle-ci se trouvait sur la route. L’hôpital est devenu un refuge et les officiers de police ramènent des blessés pour les soigner. Si ces derniers ne peuvent être sauvés ou si les ressources à utiliser pour le faire sont trop importantes, ils sont jetés aux mordeurs au bas d'une cage d'ascenseur. Dawn Lerner explique à Beth qu'elle doit rester et travailler pour rembourser les soins et efforts entrepris pour la secourir, chacun devant œuvrer. Une patrouille arrive par ailleurs avec un homme gravement blessé, souffrant d'une hémorragie interne. Le Dr Edwards refuse de le soigner mais l'agent Lerner le force à le faire. Beth fait ensuite connaissance de Noah, un jeune homme présent depuis un an dans l'hôpital, qui veut s'enfuir car ces gens ont laissé mourir son père le pensant dangereux car plus grand, plus fort. Une femme, Joan revient blessée d'une tentative d'évasion, mordue par un des rôdeurs. Beth n'a pas d'autre choix que d'assister le docteur tandis que celui-ci l'ampute du bras droit. Plus tard, Beth qui s'entend bien avec lui demande des informations sur ce qui se passe ici. Le médecin lui explique que Dawn, après des débuts chaotiques, a repris les choses en main en imposant ses règles strictes de fonctionnement : il faut donner pour recevoir. Cependant Noah puis Joan nuancent cela en révélant que les officiers doivent être heureux pour protéger efficacement, notamment le second de Lerner, Gorman, qui viole régulièrement les femmes. À la suite d'une fausse indication d'Edwards sur un médicament, Beth tue accidentellement un patient. Noah en prend la responsabilité et se fait battre sévèrement. Il demande alors à Beth de voler les clés de l’ascenseur dans le bureau de Lerner pour qu'ils puissent s'enfuir. Mais après avoir trouvé la clé, Gorman, l'officier pervers, tente de violer Beth en lui disant que si elle accepte, il ne dirait rien à Dawn au sujet de la clé. Beth assomme Gorman qui se fait dévorer par Joan qui s'est suicidée dans le bureau et qui revient à l'état de rôdeur. Beth rejoint donc Noah et ils s'enfuient par les sous-sols. Noah réussit à fuir tandis que Beth se fait rattraper par les officiers.
- Le titre original Slabtown est une référence au nom d'un quartier chaud qui existait dans les années 1840 dans la ville d'Atlanta et qui était le théâtre de prostitution.[réf. nécessaire]
- Andrew Lincoln, Steven Yeun, Norman Reedus, Lauren Cohan, Chandler Riggs, Danai Gurira, Michael Cudlitz, Chad Coleman, Sonequa Martin-Green, Josh McDermitt, Christian Serratos, Alanna Masterson et Seth Gilliam n'apparaissent pas dans cet épisode

### Épisode 5:Développement personnel
- États-Unis : 9 novembre 2014 sur AMC
- France :
  - 10 novembre 2014 sur OCS Choc (en VOSTFr)
  - 3 mai 2015 sur OCS Choc(en VF)
- Suisse : 25 février 2015 sur RTS Un (en VOSTFr)

- États-Unis : 13,53 millions de téléspectateurs[24] (première diffusion)

- Andrea Monroe (Ellen Ford)

Le groupe formé par Abraham, Rosita, Glenn, Maggie et Tara fait route vers Washington pour qu'Eugène puisse sauver le monde.
Mais le bus scolaire les transportant à Washington a une panne de moteur, ce qui provoque un accident. Les rôdeurs ne tardent pas à affluer mais le groupe parvient à les éliminer. Eugène aide même Tara à s'en sortir. Il propose au groupe de retourner à l'église qui n'est qu'à 25 km. Abraham, sous la pression de l'accident, est sur le point de craquer. Glenn le ramène au calme, lui rappelant que tout le monde le suit dans sa détermination.
Durant tout ce laps de temps, Abraham revit un épisode de son passé où il tue à mains nues un groupe de survivants dans un supermarché sous les yeux terrifiés de sa femme et de ses deux enfants.
Le groupe trouve refuge dans une bibliothèque pour la nuit. Abraham se confie à Glenn en lui expliquant à quel point il est devenu aisé de tuer. Maggie ressent de la culpabilité d'avoir laissé leurs amis derrière eux. Eugène, surpris par Tara à épier Rosita et Abraham en train de faire l'amour, accepte les remerciements de la jeune femme pour lui avoir sauvé la vie mais lui reproche de l'avoir impliqué dans la tuerie. Il finit par lui avouer qu'il a saboté le bus, ne voulant pas arriver trop vite à Washington et rester sous leur protection.
Un autre flashback montre Abraham abandonné par sa famille. Une note lui interdit d'essayer de les retrouver.
Le groupe souhaiterait rester plus longtemps dans cette ville pour se ravitailler mais Abraham, toujours aussi déterminé, impose le départ. Ils récupèrent un camion de pompier qui pose rapidement des problèmes, puis ils découvrent une énorme horde de rôdeurs. Abraham n'en a cure et veut la traverser. C'en est trop pour le groupe, même pour Rosita qui l'a toujours soutenu ; ils refusent de continuer sur cet axe routier et veulent contourner la horde. Glenn et Abraham sont sur le point d'en venir aux mains quand Eugène explose et avoue à tout le monde qu'il n'est pas un scientifique pouvant sauver le monde, juste un type plus intelligent que les autres et moins courageux. Les membres du groupe sont sous le choc. Abraham, enragé, frappe très violemment Eugène. Celui-ci s'effondre en sang, inconscient voire pire, tandis qu'Abraham s'effondre en larmes sur la route.
- Andrew Lincoln, Norman Reedus, Chandler Riggs, Melissa McBride, Danai Gurira, Chad Coleman, Sonequa Martin-Green,Emily Kinney, Seth Gilliam et Tyler James Williams n'apparaissent pas dans cet épisode

### Épisode 6:Anéanti
- États-Unis : 16 novembre 2014 sur AMC
- France :
  - 17 novembre 2014 sur OCS Choc (en VOSTFr)
  - 3 mai 2015 sur OCS Choc(en VF)
- Suisse : 4 mars 2015 sur RTS Un (en VOSTFr)

- États-Unis : 14,07 millions de téléspectateurs[25] (première diffusion)

Carol et Daryl poursuivent la voiture des ravisseurs de Beth dans un Atlanta dévasté. Mais leur voiture tombe en panne d'essence et ils doivent se réfugier dans un bâtiment pour la nuit. Ils parviennent jusqu'à un immeuble. Durant la nuit, ils se confient sur les raisons et les choix qui les ont amenés à changer depuis le début. Daryl brûle des corps de mères et d'enfants rôdeurs pour apaiser Carol.
En cherchant à retrouver la trace des kidnappeurs, ils aperçoivent une camionnette en équilibre précaire sur un pont qui arbore une croix blanche comme la voiture mystère. Cependant, Noah tombe sur eux et les dépouille de leurs armes. Daryl et Carol ne renoncent pas à leur quête et se rendent à la camionnette à la recherche d'indices. Toutefois, les rôdeurs arrivent en nombre et les encerclent. Les deux survivants se réfugient dans le véhicule qui, sous la pression des rôdeurs, chute du pont. Ils s'en tirent avec quelques blessures légères mais surtout, ils identifient le lieu d'origine des mystérieux kidnappeurs de Beth : il s'agit du Grady Memorial Hospital. Ils vont à un immeuble proche de cet hôpital où ils croisent à nouveau Noah, en grande difficulté face à un rôdeur. Daryl fait effondrer une armoire sur lui, récupère ses armes et s'apprête à abandonner le jeune homme au mort-vivant. Carol refuse de le laisser faire et elle vient en aide à Noah.
- Andrew Lincoln, Steven Yeun, Lauren Cohan, Chandler Riggs, Danai Gurira, Michael Cudlitz, Chad Coleman, Sonequa Martin-Green, Josh McDermitt, Christian Serratos, Alanna Masterson et Seth Gilliam n'apparaissent pas dans cet épisode

### Épisode 7:Croix
- États-Unis : 23 novembre 2014 sur AMC
- France :
  - 24 novembre 2014 sur OCS Choc (en VOSTFr)
  - 10 mai 2015 sur OCS Choc(en VF)
- Suisse : 11 mars 2015 sur RTS Un (en VOSTFr)

- États-Unis : 13,33 millions de téléspectateurs[26] (première diffusion)

- Maximiliano Hernández (agent Bob Lamson)
- Christopher Matthew Cook (Licari)
- Marc Gowan (Percy)
- Ricky Wayne (officier O'Donnell)
- Teri Wyble (officier Shepherd)

À l'église, Rick, Daryl, Tyreese, Sasha et Noah, le survivant, forment un groupe qui part pour Atlanta sauver Carol et Beth. Grâce aux indications de Noah, ils parviennent à échafauder un plan. Les autres (Michonne, Carl, Judith et le père Gabriel) restent sur place. Carl veut apprendre au père Gabriel à se défendre, il lui fait choisir une arme, ce dernier prend en main une machette mais prétextant être fatigué, il se retire dans son bureau.
Le groupe GREATM (Glenn, Rosita, Eugène, Abraham, Tara et Maggie), nommé ainsi par Tara pour penser à autre chose, est toujours coincé sur la route avec Eugène, inconscient à la suite de la rossée infligée par Abraham qui reste d'ailleurs très énervé et prostré au milieu de la route. N'ayant presque plus d'eau, Rosita, Glenn et Tara partent vers un cours d'eau tout proche en chercher tandis que Maggie veille sur Eugène. Arrivés sur place, ils constatent que l'eau n'est pas assez pure mais Rosita fait preuve d'ingéniosité pour la filtrer. Elle admet que c'est Eugène qui le lui a appris. Elle se confie sur les circonstances qui lui ont fait rencontrer Abraham et Eugène.
Pendant ce temps-là, Beth, passant la serpillère, espionne un agent de police et l'agent Dawn qui discutent de la fameuse patiente du bloc 2. Beth s'interpose entre eux puisqu'ils estiment que Carol demande trop de ressources et qu'ils veulent la laisser sans soins. Dawn annonce à Beth qu'en agissant de la sorte elle a signé l'arrêt de mort de Carol mais, paradoxalement, elle lui donne une clé et l'aide à la sauver.
Le plan de Rick est d'attirer des policiers de l'hôpital à l'extérieur pour les capturer et s'en servir comme monnaie d'échange auprès de Dawn, afin de libérer Beth et Carol. Après des échanges de coups de feu au milieu de rôdeurs à moitié fondus sur l'asphalte, ils parviennent à capturer trois policiers. Tyreese aide Sasha à faire son deuil de Bob.
À l'église, Michonne va voir le père Gabriel, discute avec lui et retourne à ses occupations. Puis, le père Gabriel utilise la machette pour desceller le plancher et quitter l'église par les fondations. Dans sa fuite, il se plante un clou dans le pied. Quelque temps plus tard, dans la forêt, il est confronté à une rôdeuse. Il est sur le point de la tuer avec une grosse pierre quand il aperçoit une croix chrétienne autour de son cou. Il ne trouve pas la force de l'achever et s'enfuit.

### Épisode 8:Coda
- États-Unis : 30 novembre 2014 sur AMC
- France :
  - 1er décembre 2014 sur OCS Choc (en VOSTFr)
  - 10 mai 2015 sur OCS Choc(en VF)
- Suisse : 18 mars 2015 sur RTS Un (en VOSTFr)

- États-Unis : 14,8 millions de téléspectateurs[27] (première diffusion)

- Rico Ball (Franco)
- Kyle Russell Clements (McGinley)
- Amber Dawn Fox (officier Bello) (non crédité)
- Lennie James (Morgan Jones) (non crédité)

L'officier Lamson a assommé Sasha, et Rick le poursuit en le sommant de s'arrêter. Ayant refusé de s'arrêter de courir, Rick le percute violemment en voiture puis l'abat froidement.
Le père Gabriel se rend à l'école où Gareth et ses comparses bivouaquaient, trouve une bible et les restes de la jambe de Bob; ses œillères tombent tout comme la porte d'entrée de l'école qui libère des flots de rôdeurs. Gabriel fuit jusqu'à l'église qui est totalement verrouillée. Michonne et Carl le secourent puis enferment les rôdeurs dans l'église. Mais la porte risque de ne pas tenir et aucun refuge n'est à portée. Soudain, le camion de pompier du GREATM arrive et bloque l'entrée. Chacun est heureux de se retrouver mais pas autant que Maggie qui apprend que sa sœur est vivante et que Rick est parti la libérer.
À l'hôpital, Dawn n'ayant pas de nouvelles de ses hommes perd pied mais Beth la réconforte. Les deux femmes développent un lien. Plus tard, un officier de Dawn remet en question son rôle de chef et Beth est contrainte d'aider Dawn à le tuer en le poussant dans la cage d'ascenseur. Beth se sent une fois de plus utilisée, ce que Dawn dément.
Les deux policiers prisonniers acceptent de dire que Lamson est mort, tué par les rôdeurs. L'échange peut donc avoir lieu.
Tout le monde se retrouve dans un couloir de l'hôpital. Tandis que l'échange se déroule calmement et que chaque partie se retire, Dawn exige que Noah revienne auprès d'elle, ce qui n'était pas dans l'accord initial. Ce dernier accepte afin d'éviter un bain de sang mais Beth s'interpose, dit à Dawn "qu'elle a compris" et lui plante brusquement une paire de ciseaux dans l'épaule. Par réflexe, Dawn lui tire une balle dans la tête, la tuant sur le coup. Daryl réagit vivement en abattant à son tour Dawn d'une balle en pleine tête. Les armes sont prêtes à parler de chaque côté mais le calme revient grâce aux policiers qui expliquent ne pas approuver les choix de Dawn. Quelques instants plus tard, les renforts du GREATM arrivent devant l’hôpital mais découvrent la mort de Beth. Maggie s'effondre de douleur lorsqu'elle aperçoit le cadavre de sa jeune sœur porté par Daryl. Le groupe s'en va donc en larmes, pleurant celle qu'ils étaient venus délivrer.
- Coda signifie en musique aller vers la fin d'une pièce de façon spéciale. Beth chantant souvent dans la série, cela signifie « la fin de son morceau, sa mort ».[réf. nécessaire]
- Beth meurt dans cet épisode.

### Épisode 9:Ce qui s'est passé et le monde dans lequel on vit
- États-Unis : 8 février 2015 sur AMC[28]
- France :
  - 9 février 2015 sur OCS Choc (en VOSTFr)
  - 17 mai 2015 sur OCS Choc(en VF)
- Suisse : 25 mars 2015 sur RTS Un (en VOSTFr)

- États-Unis : 15,64 millions de téléspectateurs[29] (première diffusion)

Bringthon Sarbino (Lizzie Samuels)
Kyla Kennedy (Mika Samuels)
Le groupe de Rick, encore sous le choc de la mort de Beth, doit continuer d'avancer dans sa recherche d'un lieu sûr. Beth souhaitait ramener le jeune Noah chez lui en Virginie, entre les murs d'un village confiné ayant résisté à la contamination. Noah souhaite en priorité apprendre si sa mère et le reste de sa famille (ses frères jumeaux) sont toujours en vie. Le groupe choisit d'honorer ce vœu, cette destination en valant une autre pour eux.
Après un voyage de 800 km sans encombre, le groupe se scinde en deux (Rick, Michonne, Glenn, Tyreese et Noah en éclaireur) et arrive en vue du refuge. Ils progressent avec précaution. Cependant, arrivés au portail, la réalité de la situation les frappe : le refuge n'existe plus, tous les survivants sont morts, les habitations incendiées et un message Wolves not far est taggé sur un mur. Tous sont affligés par cette situation et Tyreese tente de réconforter Noah tombé en larmes sur le sol. Rick veut entamer une fouille rapide des lieux avant de filer. Avec Glenn et Michonne, ils réalisent combien leur vie est dure à cause de la nécessité de tuer et qu'il est trop douloureux de voir ses amis mourir. Ils prennent la décision d'aller à Washington même si la « solution miracle » ne s'y trouve pas mais ils espèrent retrouver un peu de civilisation et d'autres survivants.
- Cet épisode a réalisé une légère baisse d’audience par rapport à l'épisode 9 de la saison précédente.
- Norman Reedus, Lauren Cohan, Chandler Riggs, Melissa McBride, Sonequa Martin-Green, Josh McDermitt, Christian Serratos, Alanna Masterson et Seth Gilliam n'apparaissent pas dans cet épisode
- Cet épisode marque le Départ des acteurs  Emily Kinney et Chad Coleman qui interprétaient Beth Greene et Tyreese Williams depuis la deuxième et la troisième saison.

### Épisode 10:Les Autres
- États-Unis : 15 février 2015 sur AMC
- France :
  - 16 février 2015 sur OCS Choc (en VOSTFr)
  - 17 mai 2015 sur OCS Choc(en VF)
- Suisse : 1er avril 2015 sur RTS Un (en VOSTFr)

- États-Unis : 12,27 millions de téléspectateurs[30] (première diffusion)

Le moral de tous les membres du groupe est au plus bas : ils manquent d'eau et de nourriture, Tyreese et Beth sont morts, et les rôdeurs ne les épargnent pas. De plus, ils sont à court de carburant et doivent continuer leur marche vers Washington sous un soleil de plomb. Le père Gabriel tente de réconforter Maggie mais celle-ci le renvoie à ses propres péchés. Daryl se sépare régulièrement du groupe. Carol l'accompagne lors d'un de ses sorties et tente de lui faire accepter le deuil de Beth.
Rick et les siens sont suivis par des rôdeurs mais ce dernier estime qu'ils ne doivent pas gaspiller le peu de forces qu'ils ont pour les tuer. Ils décident cependant de s'en débarrasser « à l'économie » en les faisant tomber d'un pont. Mais Sasha n'en fait qu'à sa tête obligeant tout le groupe à se mettre en danger. Michonne tente de la raisonner car elle devient, comme Tyreese quand il a perdu Karen, irréfléchie et colérique.
Pendant que Daryl est séparé du groupe, il découvre une grange et y pleure à la mémoire de son amie défunte. Rejoignant son groupe, il les découvre assemblés autour de plusieurs packs de bouteilles d'eau et d'une note from a friend (de la part d'un ami). Ayant peur d'être empoisonnés, ils hésitent à boire. Cependant, Eugène se précipite sur une bouteille mais Abraham la lui éjecte des mains. Lorsqu'il se met enfin à pleuvoir, c'est l'extase : Tara et Rosita s'allongent sur la route pour en profiter et le reste du groupe se désaltère hormis Sasha, Maggie et Daryl, toujours écrasés par la douleur des pertes récentes. Le père Gabriel se repent de ses erreurs. Tandis que tous s'activent pour stocker le plus d'eau possible, les conditions climatiques se dégradent et tournent à la tempête. Daryl emmène tout le monde s'abriter dans la grange découverte plus tôt. À la lueur de leur faible feu de bois, Rick tente de réconforter les troupes en leur narrant la façon dont son grand père survécut à la Seconde Guerre mondiale : accepter d'être des morts en sursis afin de revivre par la suite. Il leur dit que c'est à eux d'être des «morts vivants» (We are the walking dead! en VO) en attendant un monde meilleur dans lequel revivre. Daryl objecte qu'ils ne sont pas comme "eux" et quitte la grange. Il se rend compte alors qu'un groupe de rôdeurs cherche à entrer.

### Épisode 11:La Distance
- États-Unis : 22 février 2015 sur AMC
- France :
  - 23 février 2015 sur OCS Choc (en VOSTFr)
  - 24 mai 2015 sur OCS Choc(en VF)
- Suisse : 8 avril 2015 sur RTS Un (en VOSTFr)

- États-Unis : 13,43 millions de téléspectateurs[31] (première diffusion)

Maggie et Sasha ramènent Aaron à la grange. Rick le questionne et Aaron répond qu'il souhaite les accueillir dans un endroit sécurisé, que vivre protégés de l'extérieur dans une communauté les rendra tous plus fort. Rick, qui n'arrive pas à le croire, le frappe et le met KO. Michonne, qui ne partage pas son point de vue, souhaite croire en cette communauté et en cette mystérieuse personne. Aaron leur avoue qu'avec une autre personne, ils recherchaient des survivants. Il révèle aussi qu'il les a espionnés durant leur quête d'eau et qu'il a vu qu'ils étaient de bonnes personnes, raison pour laquelle il s'est dévoilé à eux. Il souhaite les ramener dans sa communauté : Alexandria. Michonne convainc le groupe et Rick, toujours sceptique, d'aller dans ce sanctuaire. Durant le trajet dans les véhicules d'Aaron et son partenaire, un groupe de rôdeurs surgit sur la route et provoque la séparation du groupe. Soudain, une fusée de détresse illumine la nuit et Aaron panique et s'enfuit. Rick, Michonne et Glenn engagent le combat contre les morts-vivants. Glenn retrouve Aaron en fâcheuse position et ensemble ils sauvent Rick et Michonne. Ils retrouvent ensuite les autres et Aaron, son compagnon Eric qui est aussi son petit ami. 

### Épisode 12:Souvenez-vous
- États-Unis : 1er mars 2015 sur AMC
- France :
  - 2 mars 2015 sur OCS Choc (en VOSTFr)
  - 24 mai 2015 sur OCS Choc(en VF)
- Suisse : 15 avril 2015 sur RTS Un (en VOSTFr)

- États-Unis : 14,43 millions de téléspectateurs[32] (première diffusion)

Les membres du groupe, précautionneusement, entrent dans Alexandria, rencontrent Nicholas et remettent leurs armes avant de passer des entretiens individuels filmés avec Deanna Monroe, ex-représentante au congrès américain. Durant les entretiens, Michonne montre un désir d'intégration, Rick conseille à Deanna de garder les portes closes et de limiter les contacts extérieurs et Carol se fait passer pour la faible et inoffensive femme au foyer d'avant l'infection. Deanna révèle ses intentions, elle a besoin du groupe de Rick pour la survie d'Alexandria, parce qu'ils connaissent le monde extérieur. Le groupe a l'occasion de retrouver une vie normale. Ils se voient offrir plusieurs demeures mais préfèrent se regrouper dans la maison de Rick par méfiance. Rick se rase et se fait couper les cheveux par Jessie, une voisine venue leur ramener du ravitaillement, mais reste sur la défensive. Carol semble accepter ce nouveau confort, trouvant un travail communautaire. Daryl, quant à lui, ne semble pas à l'aise et garde un mode de vie survivaliste (refus de se laver notamment). Il n'hésite pas à tuer une bête devant les portes d'Alexandria et à la garder avec lui une grande partie du temps avant de la nettoyer pour la manger.
Rick quitte la ville pour aller récupérer l'arme cachée mais celle-ci a disparu. Avec l'aide de Carl qui suivait une jeune fille nommée Enid, il tue une bande de rôdeurs.
Glenn, Noah et Tara sortent en patrouille avec Nicholas et Aiden, le fils de Deanna mais l'approche imprudente des habitants de la ville ne leur plaît pas et conduit à une altercation entre Glenn et Aiden, bagarre à laquelle Daryl prend part. Rick et Deanna s'interposent et font cesser les hostilités, Deanna affirmant que le groupe de l'extérieur fait partie à part entière de la communauté puis elle propose à Rick ainsi qu'à Michonne de devenir « gardiens de la paix ». Les deux acceptent.

### Épisode 13:Oublier
- États-Unis : 8 mars 2015 sur AMC
- France :
  - 9 mars 2015 sur OCS Choc (en VOSTFr)
  - 31 mai 2015 sur OCS Choc(en VF)
- Suisse : 22 avril 2015 sur RTS Un (en VOSTFr)

- États-Unis : 14,53 millions de téléspectateurs[33] (première diffusion)

Rick, Carol et Daryl élaborent un plan pour récupérer des armes de poing à l'insu de tous. Ils tuent des rôdeurs dont l'un est frappé d'un W sur le front. Puis, Rick va discuter avec Deanna de sa perception de la protection de la zone. Sasha ne s'adapte pas à la vie paisible. Elle aimerait occuper le poste de vigile dans la tour, appuyée par Rick. Deanna refuse dans un premier temps puis lui fait comprendre qu'elle acceptera si elle fait l'effort de venir, ainsi que tout le groupe, à une fête de bienvenue.
Pendant ce temps, Daryl débusque Aaron dans la forêt alors qu'il déclare chasser. Ils partent ensemble à la poursuite d'un cheval errant, qui se fait bientôt manger par les morts-vivants. Daryl et Aaron exterminent les rôdeurs puis rentrent à Alexandria. La fête commence et la majeure partie d'Alexandria est rassemblée. Le groupe arrive et essaie de s'amuser. Carol en profite pour mettre en action le plan de Rick mais elle est surprise par Sam, le plus jeune fils de Jessie. Elle lui fait promettre de ne rien dire en étant particulièrement cruelle, donc il accepte.
Daryl ne va pas à la fête mais il est invité à dîner chez Aaron. Celui-ci aimerait qu'il remplace Eric comme éclaireur et lui propose une moto (à réparer). Sasha, ne supportant pas la réunion festive et se rappelant certains événements traumatisants récents, comme les morts de Beth, Bob et Tyreese, fait un esclandre et rentre chez elle. Michonne discute avec Abraham, tous deux partagés entre soulagement d'un retour à une certaine normalité et la nécessité de rester vigilants. Michonne accroche tout de même son sabre à la cheminée du salon.

### Épisode 14:Perte
- États-Unis : 15 mars 2015 sur AMC
- France :
  - 16 mars 2015 sur OCS Choc (en VOSTFr)
  - 31 mai 2015 sur OCS Choc(en VF)
- Suisse : 29 avril 2015 sur RTS Un (en VOSTFr)

- États-Unis : 13,78 millions de téléspectateurs[34] (première diffusion)

Glenn, Noah, Tara, Eugène, Nicholas et Aiden partent en mission à l'extérieur d'Alexandria pour rapporter des composants électroniques car il y a un problème d'alimentation électrique à Alexandria. Lors de la fouille d'un entrepôt, Aiden commet l'erreur de tirer sur un rôdeur vêtu d'une tenue anti-émeute portant une grenade sur lui, celle-ci explose, semant le chaos dans l'entrepôt. Aiden est grièvement blessé, empalé sur des débris et Tara est inconsciente, victime d'un traumatisme crânien. Elle est mise à l'abri par Eugène qui jure de la protéger tandis que Glenn, Noah et Nicholas essaient de sauver Aiden. Nicholas, paniqué, ne collabore pas pleinement et fait perdre du temps à tout le monde. Aiden avoue alors au groupe que Nicholas et lui ont déjà paniqué et sont responsables de la perte de quatre membres d'Alexandria. Hélas, en raison du surnombre de rôdeurs, Aiden décide lui-même d'être abandonné et se fait dévorer. En essayant de fuir, Nicholas choisit d'abandonner lâchement Glenn et Noah, provoquant l'exposition de ce dernier aux zombies qui vont le dévorer sous les yeux horrifiés de Glenn. Nicholas rejoint le camion dans lequel Eugène a installé Tara après avoir fait preuve de courage en tuant des rôdeurs pour la première fois pour la protéger. Il annonce que Aiden et Noah sont morts et qu'il faut partir immédiatement. Eugène doute et s'y oppose tandis que Glenn arrive avant qu'il ne soit trop tard et s'en prend à Nicholas.
À la suite d'une attaque de rôdeurs sur un chantier où ils récupéraient des matériaux en vue de l'agrandissement de l'enceinte protégeant le refuge, Abraham sauve la vie de Francine alors qu'elle était abandonnée par l'équipe s'enfuyant. Il élimine seul un grand nombre de rôdeurs et il prend alors la direction du chantier épaulée par Francine. Tobin, le chef de chantier déchu, annonce la décision prise à Deanna et lui dit qu'Abraham sera bien meilleur que lui dans ce rôle.
Les habitants d'Alexandria ont créé une église dans le garage d'une habitation pour le père Gabriel mais celui-ci craque et déchire les pages d'une bible. Plus tard, il va chez Deanna et lui dit être reconnaissant de ce que représente Alexandria mais il lui déclare que Rick et son groupe ne sont pas des personnes de confiance, de son point de vue ils sont diaboliques et elle s'en rendra compte. Maggie surprend la conversation sans se signaler.
- Chandler Riggs, Danai Gurira, Sonequa Martin-Green et Christian Serratos n'apparaissent pas dans cet épisode
- Cet épisode marque le départ de l'acteur Tyler James Williams

### Épisode 15:Essayer
- États-Unis : 22 mars 2015 sur AMC
- France : 
  - 23 mars 2015 sur OCS Choc (en VOSTFr)
  - 7 juin 2015 sur OCS Choc (en VF)
- Suisse : 6 mai 2015 sur RTS Un (en VOSTFr)

- États-Unis : 13,76 millions de téléspectateurs[35] (première diffusion)

Deanna et son mari sont affligés par la mort de leur fils, Aiden, tandis que Sasha, dans la tour de guet, abat tous les rôdeurs à portée. Nicholas donne sa version des faits sur les événements de l'entrepôt à Deanna. Son compte rendu diffère de celui fait par Glenn à Rick. Rick, devenu plus sombre à l'égard de Pete, met au courant Deanna qu'il bat Jessie et son jeune fils et propose de le tuer ce que Deanna refuse immédiatement. Si les choses dégénèrent, elle le bannira de la ville tout comme Rick s'il continue dans cette voie. Carl part à la recherche d'Enid mais c'est cette dernière qui le trouve. Ils apprennent à se connaître puis se rapprochent. Ils se cachent dans le tronc d'un arbre afin d'éviter un groupe de rôdeurs dont l'un est marqué du « W » sur le front.  Rosita informe Michonne que l'état de Tara est stable mais que Sasha a passé la nuit dehors et que personne ne l'a vue depuis. Elles partent à sa recherche à l'extérieur du refuge. Elles finissent par la retrouver, dans un état second, armée d'un fusil mitraillette avec lequel elle chasse et tue tous les rôdeurs qu'elle rencontre.
Daryl et Aaron partent en "recrutement". Ils découvrent une femme, transformée en rôdeur et attachée à un arbre marqué d'un « W » sur le front. Elle semble avoir été ligotée et dévorée alors qu'elle était encore vivante.
- Michael Cudlitz, Josh McDermitt, Alanna Masterson et Seth Gilliam n'apparaissent pas dans cet épisode

### Épisode 16:Conquérir
- États-Unis : 29 mars 2015 sur AMC[36]
- France : 
  - 30 mars 2015 sur OCS Choc (en VOSTFr)
  - 7 juin 2015 sur OCS Choc (en VF)
- Suisse : 13 mai 2015 sur RTS Un (en VOSTFr)

- États-Unis : 15,8 millions de téléspectateurs[37] (première diffusion)

Morgan déjeune et est surpris par deux membres du groupe des « Wolves ». L'un d'eux lui explique leur raison d'être et lui annonce qu'il veut s'emparer de toutes ses possessions, y compris sa vie. Grâce à son bâton et à sa dextérité au combat rapproché, il les met hors d'état de nuire puis les enferme dans une voiture dont il déclenche le klaxon.
À Alexandria, Rick se réveille auprès de Michonne qui lui fait la morale, puis viennent Carol, Glenn et Abraham. Une réunion est prévue le soir même pour décider du sort de Rick.
À l'extérieur d'Alexandria, Daryl et Aaron cherchent des survivants à ramener. Ils suivent un homme vêtu d'un poncho rouge et trouvent un entrepôt de nourriture. Cependant, c'est un piège, des rôdeurs sortent des camions et ils se retrouvent vite coincés dans une voiture, cernés par des dizaines de rôdeurs marqués du "W".
Glenn voit Nicholas se faufiler dans la forêt et le suit, mais il se fait tirer dans l'épaule. De leur côté, Daryl et Aaron sont sauvés par Morgan après de longues minutes d'attente dans le véhicule. Aaron propose à Morgan de les accompagner à Alexandria mais il refuse et leur révèle sa destination en sortant une carte : Daryl comprend que Morgan recherche Rick. 
Le prêtre Gabriel sort seul et sans armes. Il cherche à mourir via un rôdeur auquel il s'offre mais renonce au dernier moment. Il rentre dans un état second à Alexandria et omet de verrouiller la grille d'entrée.
Glenn est traqué par Nicholas, le combat est acharné mais Glenn l'emporte finalement. Il est sur le point d’exécuter Nicholas mais finit par l'épargner et ils repartent tous les deux vers Alexandria. 
Michonne vient chercher Rick pour qu'il puisse assister à la réunion. Rick lui avoue le vol des armes, Michonne répond qu'elle ne l'aurait pas empêché si elle l'avait su, et que si elle l'a assommé c'est pour le protéger lui, pas la communauté. Elle lui laisse son arme et ils partent pour la réunion.
Rick découvre le portail ouvert, aperçoit des traces de passage et se lance à la recherche de l'intrus.
Gabriel entre dans son église où il trouve Sasha qui lui fait part de son désarroi et de son envie de mourir; il lui manque de respect en lui racontant qu'aussi bien elle que les autres (et même Tyreese) ne méritent pas cet endroit car ils sont de mauvaises personnes de par leurs actes. Sasha s’énerve et attaque Gabriel.
C'est l'heure de la réunion. Carol, Maggie, Michonne et Abraham défendent Rick tandis que Tobin ne veut plus de lui.
Les deux membres des « wolves » épargnés par Morgan ont attrapé l'homme au poncho rouge et l'égorgent devant l'entrepôt en râlant du temps qu'il faudra pour réinitialiser le piège en faisant rentrer les rôdeurs dans des camions avec de la musique forte.
Tara se réveille auprès de Rosita, et Maggie retrouve Sasha, sur le point de tuer Gabriel. Maggie fait preuve de sang froid en calmant Sasha et en tendant la main à Gabriel puis ils s'installent et prient ensemble.  
Rick débarque avec un des rôdeurs qu'il a achevés dans l'enceinte d'Alexandria, plaide sa cause sur les dangers à l'extérieur et sur le fait qu'il va aider les habitants à changer pour s'en prémunir.
- Cet épisode a une durée exceptionnelle de 90 minutes incluant les coupures publicitaires aux États-Unis[38] soit 64 minutes sans les coupures.
- On entend le dialogue entre Bob et Rick de l'épisode 3 de la saison 5.